# Musa balbisiana
El plátano rosado (Musa balbisiana), también denominado plátano macho en México, banana macha o simplemente plátano, es una planta tropical de la familia de las musáceas, uno de los progenitores de la banana o plátano comercial, Musa × paradisiaca. Hoy la inmensa mayoría de los ejemplares plantados para obtener fruto proceden de alguna variedad cultivar obtenida por hibridación de M. acuminata y M. balbisiana, pero esta última se cultiva aún. En las islas Ryukyu del Japón se utiliza por la fibra textil obtenida de sus hojas, con el nombre de ito-basho.

## Características
M. balbisiana es una planta perenne, de gran tamaño; a diferencia de M. acuminata, que es marcadamente polimórfica, presenta una notable regularidad en su apariencia.
Como las demás especies de Musa, M. balbisiana carece de verdadero tronco. En su lugar, posee vainas foliares que se desarrollan formando estructuras llamadas pseudotallos, similares a fustes verticales de hasta 30 cm de diámetro basal, aunque no son leñosos. Alcanzan los 7 m de altura, de color verde o amarillo verdoso intenso, que permite distinguirlo con facilidad de M. x paradisiaca, más clara; la parte distal de las vainas presenta marcas negras, mientras que la basal se orla de rojo. Ambas son glaucas y pruinosas.
Produce numerosos retoños a partir de rizomas superficiales o subterráneos, que son la principal forma de difusión de los híbridos o variedades triploides; los retoños reemplazan al tallo principal después de florecer y morir este. Las hojas son lisas, tiernas, oblongas, con el ápice trunco y la base redonda o ligeramente cordiforme, verdes por el haz y más claras y normalmente glaucas por el envés, con las nervaduras amarillentas. Dispuestas en espiral, se despliegan hasta alcanzar 3 m de largo y 60 cm de ancho; el pecíolo tiene hasta 60 cm, cóncavo por la parte superior, con los extremos casi tocándose por encima del canal adaxial. Sus márgenes son poco visibles en la parte superior y más pronunciados junto a la vaina, muchas veces orlados de negro.
Las flores forman inflorescencias pendulosas, con el pedúnculo y el raquis glabros; toman forma de espigas terminales, de las cuales las 10 a 15 primeras hileras son de flores femeninas, con las masculinas en la parte superior. Las flores masculinas forman capullos ovoides a elípcios, con las brácteas imbricándose en el ápice trunco. Son una 20 por bráctea, en dos filas. El tépalo compuesto alcanza los 5 cm de largo y los 1,2 de ancho; es blanquecino o más raramente violáceo por el interior, con el color trasluciéndose a la vista desde fuera como una delicada tonalidad purpúrea. Su parte superior es amarilla a naranja, con los dientes de unos 5 mm de largo, los dos más externos con un apéndice filiforme de hasta 2 mm de largo. El tépalo libre es aproximadamente de la mitad de tamaño, blanco o rosáceo, obtuso o trunco, con la apícula mucronada y corta.
El fruto es una falsa baya de forma lineal o falcada, de 7 a 15 cm de largo y hasta 4 de diámetro, que forma un racimo compacto. Está cubierta por un pericarpo coriáceo verde en el ejemplar inmaduro y amarillo intenso al madurar. El extremo basal se estrecha abruptamente hacia un pedicelo e 1 a 2 cm. La pulpa es blanca, rica en almidón y dulce. Puntos negros que motean la pulpa son el resto de los óvulos no desarrollados. Las semillas son negras, globosas o irregulares, con la superficie rugosa, de hasta 6x5 mm de tamaño, y están incrustadas en la pulpa. A mayor cantidad de semillas, el fruto se hace de mayor tamaño.

## Genética
M. balbisiana es diploide, con 2n=22. Muchos de los cultivares comerciales son triploides de origen híbrido con M. acuminata. En la clasificación genética de las bananas, cada juego cromosómico procedente de esta especie se indica con una B mayúscula. Así, M. balbisiana silvestre es BB, mientras que M. acuminata es AA (forma silvestre así como el cultivar "Ladyfinger"). Las variedades hibridadas son AB (en el caso de la variedad Ney Poovan), AAB (por ejemplo, la banana Latundan), AAAB (Goldfinger banana), AABB (Pisang Awak conocida también como banana Ducasse), ABB (por ejemplo, algunos plátanos tales como Blue Java/Ice Cream); estas últimas incluyen la mayoría de los llamados plátanos machos, cultivados para su consumo cocido por la mayor proporción de fécula en el fruto. Existen también variedades triploides de M. acuminata, llamados AAA, que incluyen las bananas Cavendish y otros cultivares importantes a nivel comercial.

## Hábitat y distribución
M. balbisiana es nativa de Australasia; crece naturalmente en la región del sudeste asiático, desde la India a la China, donde desde hace tiempo se seleccionaron híbridos con M. acuminata para el cultivo. También hay registro de cultivos en América del Sur en países como Colombia y Ecuador. Requiere suelos fértiles, ligeramente ácidos o neutros; prefiere un suelo más denso y menos arenoso que M. acuminata, y tolera mucho mejor la sequía. No tolera la sal. Prefiere el sol pleno, aunque soporta la semisombra. De acuerdo las condiciones climáticas, puede crecer hasta los 2000 m s. n. m.
Se cultiva también en las islas Ryukyu, donde se las introdujo desde China o las Filipinas, por la fibra obtenida de sus hojas. En algunos sitios se emplea el fruto, cosechado verde, y las flores masculinas en conserva como verdura.

## Sinonimia
- Musa troglodytarum L.
- Musa sapientum  L. sensu W.Roxburgh non L.
- Musa brachycarpa Backer
- Musa sapientum subsp. seminifera forma pruinosa king
- Musa sapientum var. pruinosa
- Musa liukiuensis (Matsum.) Makino
- Musa paradisiaca subsp. seminifera var. pruinosa King ex K.Schum.
- Musa sapientum var. pruinosa (King ex K.Schum.) A.M.Cowan & Cowan
- Musa × sapientum var. liukiuensis Matsum.
- Musa seminifera Lour.
- Musa dechangensis J.L.Liu & M.G.Liu
- Musa lushanensis J.L.Liu
- Musa luteola J.L.Liu